# Helena Paderewska
Helena Maria Paderewska, nascuda Rosen i de primer cognom de casada Górska (Varsòvia, Polònia, 1 d'agost de 1856 - Tolochenaz, Suïssa, 16 de gener de 1934) fou una activista social polonesa, esposa del compositor i primer ministre Ignacy Jan Paderewski.

## Origen i família
Va néixer a una família de alemanys naturalitzats polonesos, la família dels barons de Rosen. Segons les seves memòries, va néixer el dia 1 d'agost. El seu primer marit va ser el pianista Władysław Górski, amb qui va tenir un fill. Va viure al llarg de molts anys en convivència amb el seu futur marit, Ignacy Jan Paderewski, ja vidu. Helena va cuidar durant aquest temps l'Alfred, el fill amb paràlisi del primer matrimoni de Paderewski amb Antonina Korsak. En 1895, Helena va intentar obtenir a Varsòvia l'anul·lació del seu primer matrimoni amb Górski. Els seus advocats van plantejar dues raons: el seu pare no la podia donar en matrimoni perquè ella era menor d'edat; i el matrimoni es va celebrar en una parròquia que no pertanyia a cap dels dos cònjuges.
Després d'obtenir l'anul·lació del matrimoni, Helena es va casar a l'Església del Sant Esperit de Varsòvia el 31 de maig de 1899 amb el vidu Paderewski, el qual va ocupar en el període del 16 de gener al 9 de desembre de 1919 el càrrec de Primer ministre de la Segona República de Polònia. Segons opinions de molts contemporanis, Helena Paderewska va exercir una gran influència en la política del seu marit.

## Activitats socials

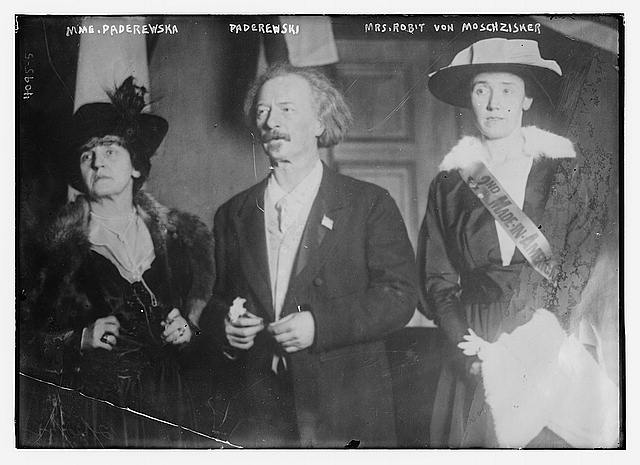
El matrimoni Paderewski amb Anne von Moschzisker, a l'òpera de Filadèlfia, probablement el 17 de desembre de 1916 en una activitat social d'ajuda d'emergència.

Durant la Primera Guerra Mundial, va organitzar una ajuda per a les víctimes de la guerra a Polònia, així com per als soldats de l'exèrcit polonès a França. Va ser la iniciadora de la creació de la Creu Blanca Polonesa i des del 1919 va ser presidenta del seu Consell Suprem. A més, va ser cofundadora de la Societat d'Ajuda per a la Intel·ligència, fundadora de l'Escola de Noies de Julin.
El 18 de gener de 1919, sota el seu patrocini, totes les organitzacions existents en territoris polonesos van conferenciar sobre les activitats de la Creu Roja. Com a resultat d'aquesta reunió, es va fundar la Societat Polonesa de la Creu Roja. Aviat, el govern va aprovar els seus estatut i uns mesos més tard -després de la dimissió del president Pawła Sapiehy- Paderewska es va convertir en la seva presidenta. Va exercir aquest càrrec fins al 1926. També va donar suport a l'associació de joves cristians YWCA de Polònia i va ser membre honorari de la Unió de Dones Poloneses a Amèrica .
El 1921 va ser guardonada pel papa Benet XV amb la medalla de la Pro Ecclesia et Pontifice.

## Mort
Helena Paderewska es trobava greument malalta al final de la seva vida. Per aquest motiu, Ignacy Paderewski va cancel·lar la seva gira d'hivern als Estats Units. Helena Paderewska va morir el 16 de gener de 1934 en la mansió de Paderewski Riond-Bosson de Tolochenaz, prop de Morges, a Suïssa. Va ser enterrada al cementiri de Montmorency, prop de París, al costat del fill d'Ignacy Paderewski, Alfred (1880-1901). Deprimit per la mort de la seva esposa, Paderewski va afirmar la seva voluntat de ser enterrat amb ells en el futur, però no va es complir aquesta voluntat.